# النمر الطائر 3
النمر الطائر 3 هو مسلسل أكشن وجريمة درامي صيني من أنتاج أستوديو شو برذر وهو الجزء الثالث من السلسلة، أنتجته فيرجينيا لوك، الفيلم من بطولة مايكل ميو، بوسكو وونغ، رون نج، تشيونغ سيو فاي.

## القصة
تدور قصته حول منظمة إرهابية تدعى «أرغونبيا» تسللت إلى هونغ كونغ وقامت بمعركة بأسلحة كيمياوية فتقوم الشرطة بتشكيل فريق سري بمساعدة الأنتربول لقتالهم.